# Founders Pledge
Founders Pledge (traducido al español, Compromiso de donación de fundadores) es una iniciativa benéfica con sede en Londres, en la que emprendedores se comprometen a donar una parte de sus ingresos personales a la beneficencia cuando vendan su negocio.

 
Inspirada por un altruismo efectivo, la misión de Founders Pledge es "capacitar a los emprendedores para hacer un inmenso bien".
A finales de 2019, alrededor de 1300 emprendedores de 26 países habían firmado el compromiso. Colectivamente, se han comprometido a donar 2.000 millones de dólares en valor de acciones, y alrededor de 370 millones de dólares en donaciones se han completado hasta la fecha.
El Founders Pledge fue lanzado inicialmente en 2015 por el Founders Forum for Good, que se centra en ayudar a los empresarios sociales a construir y ampliar sus negocios.
David Goldberg, cofundador y CEO de Founders Pledge, manifiesta que las ideas de altruismo efectivo, ganar para dar, y el trabajo de 80.000 Horas en particular, influyeron en su pensamiento y en su decisión de establecer Founders Pledge.

## Actividades
Founders Pledge lleva a cabo tres tipos principales de actividades, todas ellas gratuitas para sus miembros.
En primer lugar, tienen como objetivo crear una comunidad de empresarios orientados al impacto mediante la organización de eventos para educar a los miembros en estrategias de impacto avaladas por pruebas.
En segundo lugar, proporcionan apoyo administrativo con donaciones y ofrecen un fondo asesorado para los donantes.
En tercer lugar, Founders Pledge lleva a cabo investigaciones sobre oportunidades de donaciones de alto impacto y asesora a sus miembros sobre dónde dar en base a sus valores personales.

### Investigaciones
Founders Pledge colabora con GiveWell en sus investigaciones sobre organizaciones benéficas eficaces en función de los costos para la salud y el desarrollo a nivel mundial. Además, Founders Pledge ha escrito informes de investigación sobre varios temas, incluyendo el impacto de invertir, el cambio climático, la política basada en la evidencia, el bienestar animal, la salud mental y la mitigación de los riesgos existenciales.

## Miembros
Los empresarios que firman el compromiso Founders Pledge se comprometen legalmente a donar una parte de sus ingresos personales en efectivo a la caridad. El compromiso mínimo es del 2%, aunque en promedio los empresarios se comprometen alrededor del 7%
La lista completa de miembros está disponible en el sitio web de Founders Pledge.
Entre los miembros notables de Founders Pledge se encuentran los siguientes:
- Mustafa Suleyman, cofundador de Google DeepMind[16]
- Kathryn Petralia, cofundador & COO de Kabbage
- Roy Bahat, director de Bloomberg Beta[17]
- Niklas Adalberth, fundador de Klarna
- Andrew Fisher, presidente ejecutivo de Shazam
- Eric Wahlforss, fundador & CPO de SoundCloud
- Uma Valeti, fundador & CEO de Memphis Carnes